# Quyền vương Tinawa
Quyền vương Tinawa (tiếng Nhật: ますらお ～秘本義経記～, bính âm: Masurao ~Yoshitsune Ki~, phiên âm tiếng Anh: Warrior) là mộ bộ truyện tranh lịch sử thuộc thể loại thiếu niên, hành động và lãng mạn của tác giả Kitazaki Taku được xuất bản vào năm 1994. Truyện được nhà xuất bản Shogakukan tập hợp từ các bản riêng lẻ ở tập chí " Weekly Shonen Sunday" từ số 14-1994, sau đó đã được tập hợp thành 8 tập ở một ấn bản bìa mềm và đã được xuất bản bởi Shogakukan.

## Nội dung
Bộ truyện kể về cuộc đời của một nhân vật lịch sử Nhật Bản là Minamoto Yoshitsune từ thuở nhỏ cho đến khi ông tham gia trận đánh lịch sử Ichinotani vào năm 1184. 
Truyện vẽ theo phong cách cổ điển của Nhật Bản, mô tả về một thời kỳ dài trong lịch sử nhật bản thời kỳ chiến tranh giữa hai nhà họ Bình (Taira) và họ Nguyên (Minamoto). Truyện lấy nhân vật Yoshishune làm trung tâm và bắt đầu bằng việc diễn tả cuộc sống của Tinawa (Hán Việt: Nghi Gia - tên còn nhỏ của Yoshishune tại An Mã tự) cho đến khi trưởng thành với cái tên Nguyên Cửu Lang Nghĩa Kinh.

## Nhân vật

### Tinawa
Tinawa được mô tả là một cậu thiếu niên với vẽ mặt đẹp như con gái và có một tuổi thơ dữ dội, Tinawa bị bắt vào chùa An Mã tự làm sư vì cậu là con trai của gia tộc họ Nguyên bị thua trong cuộc chiến Genpei (cuộc chiến Nguyên Bình). Cậu có cuộc sống rất khổ cực tại nơi đây là nhiều lần bỏ trốn nhưng không thành công. Tuy vậy tại đây cậu có cơ duyên được học võ từ Thiên Cẩu – một nhân vật thần bí luôn đeo mặt nạ với cái mũi dài.
Sau đó nhờ sự giúp đỡ của bạn bè trong đó có cô bé ốm đói Jing (Tĩnh) người sau này trở thành ca kỹ đẹp nhất kinh đô và là bạn đời của cậu. Sau khi thoát khỏi An Mã tự, Tinawa tiếp tục phiêu lưu để báo thù cho gia tộc, lật đổ gia tộc họ Bình. Trên đường cậu còn thu nhận một gia thần là Zhang Fang – một tăng binh luôn thích khắc, gọt tượng Bồ Tát, đó chính là chiến binh BenKei huyền thoại. Ngoài ra cậu còn học được cách cưỡi ngựa và bắn cung điêu luyện từ một chiến binh Mông Cổ là Thiết Mộc (ông này cùng gia đình bị bắt và bán sang miền Bắc Nhật Bản).
Cuối cùng cậu đã gia nhập vào đội quân của anh trai mình và đánh bại quân họ Bình trong một trận đánh. Ở trận đánh này Tinawa cùng các chiến hữu đã phi ngựa băng qua rừng, treo lên vách núi sau lưng cứ điểm phòng thủ nhà họ Bình và lao xuống tấn công doanh trại, kết thúc chiến tranh.

### Tĩnh tiểu thư
Một cô bé ốm đói, bạn của Tinawa khi còn nhỏ sau đó lưu lạc và trở thành ca kỹ đẹp nhất kinh đô (Jing). Sau nhiều biến cố cả hai đến với nhau trong niềm vui chiến thắng.

### Zhang Fang
Là một tăng binh có ngoại hình lực lưỡng và võ công cao cường nhưng nội tâm lại hiền lành và nhút nhát. Đây chính là nhân vật lịch sử Benkei của Nhật Bản. Zhang Fang có sở thích khắc gọt, đẽo tượng bồ tát từ các khúc gỗ và ông này luôn chặn đường các võ sĩ trên một cây cầu để đánh bại họ. Zhang Fang sau khi gặp Tinawa đã quyết định đi theo để phụng sự cho cậu này.

### Bình Trị Thạnh
Là người đứng đầu gia tộc nhà họ Bình (Taira), Bình Trị Thạnh (Ping Ji Sheng) là người khởi công xây dựng lên một chế độ cai trị mạnh ở Nhật Bản trong thời kỳ bấy giờ. Ông ta luôn tìm cách tiêu diệt các dư đảng của nhà họ Nguyên cũng như những hậu duệ của họ. Tuy vậy ông ta vẫn do dự và không giết Tinawa mà bắt cậu phải lên chùa An Mã tự.

### Bình Duy Thạnh
Bình Duy Thanh (Ping Wei Sheng) là người con thứ ba của Bình Trị Thạnh, một thanh niên mặt dài, môi mỏng đầy vẽ quý tộc. Đây là nhân vật đã đụng độ với Tinawa từ khi còn nhỏ và cũng là người có tình yêu với Tĩnh tiểu thư. Sau thất bại tại trận Ichinotani, Bình Duy Thạnh trở về kinh đô lẽ vào phòng của Tĩnh tiêu thư định giết cô rồi tự kết liễu nhưng nhìn thấy cô đang ngũ anh không nỡ ra tay và sau đó đi theo một nhà tu hành và ẩn tích từ đó.

### Bình Thanh Thanh
Bình Thanh Thanh (Ping Qing Sheng) là con cả của Bình Trị Thạnh và là nhân vật chủ chốt, đóng vai trò rất to lớn trong gia tộc họ Bình, đây là người có võ công cao cường, thân hình to lớn và nhiều mưu mô, nhưng khuôn mặt luôn bình thản và tươi cười. Bình Thanh Thanh chính là người đã đánh bại Tinawa khi cậu này định lẽ vào cung Luo Picuo để ám sát Bình Trị Thạnh. Trong trận đánh Ichinotani, Bình Thanh Thanh chính là người thiết kế và tổ chức hệ thống phòng thủ nhưng đã bị Tinawa phá vỡ. Ông này đã hộc máu trong trận đánh mà chết. Trước khi chết ông ta còn kịp sơ tán Thiên hoàng ra đảo cùng với Tam Thần Khí (Shan Shen Qi) ba bảo vật quý của triều đình.

### Bình Giao Kinh
Bình Giao Kinh là con trai của Bình Thanh Thanh, y là người cao lớn, vỏ giỏi và thích uống rượu, Bình Giao Kinh từng đụng độ với Tinawa khi cậu đột nhập vào phủ họ Bình (Liuopucuo) để mưu sát Bình Thanh Thanh. Bình Giao Kinh đã giao chiến và đánh trọng thương Tinawa bằng chiêu thức hồi mã thương bằng cán mác, đánh bay Tinawa. Y cũng tranh chấp cô bé Tĩnh (Jing) với Bình Duy Thạnh và suýt ẩu đã nhưng đã kiềm chế và bỏ qua.